# Arthur Herman Lundgren
Arthur Herman Lundgren (Cabo de Santo Agostinho, 10 de novembro de 1882 – Recife, 21 de novembro de 1967) foi um industrial e político brasileiro. Criou, ao lado de seus irmãos, a Casas Pernambucanas, que teve como fundador póstumo Herman Theodor Lundgren, seu pai.
A atual rede de lojas Pernambucanas, cuja razão social é Arthur Lundgren Tecidos S.A., corresponde ao único ramo da empresa que sobreviveu à disputa entre herdeiros empreendida a partir da década de 1970, quando esta era a maior varejista do Brasil.
Arthur Lundgren foi prefeito de Olinda e eleito deputado estadual em três legislaturas.
Por suas ações de apoio ao Comitê Internacional da Cruz Vermelha na Suécia, recebeu a Ordem de Vasa do rei Gustavo V da Suécia em 1947.

## Biografia
Arthur Herman Lundgren nasceu no município brasileiro do Cabo de Santo Agostinho, em Pernambuco, no dia 10 de novembro de 1882, filho do sueco Herman Theodor Lundgren com a alemã Anna Elizabeth Stolzenwald.